# Gabel statt Skalpell
Gabel statt Skalpell  (Untertitel: Gesünder leben ohne Fleisch, Originaltitel: Forks over Knives) ist ein Dokumentarfilm des unabhängigen Filmemachers Lee Fulkerson aus dem Jahre 2011, der eine vollwertige, pflanzliche Kost als ideale Ernährungsform empfiehlt.

## Zusammenfassung
Der Dokumentarfilm schildert, wie die westliche Ernährungsweise aus zu viel tierischem Protein, Fetten, Zucker und industriell verarbeiteten Lebensmitteln zu den typischen degenerativen Erkrankungen wie Herz- und Kreislauferkrankungen, bestimmten Krebserkrankungen sowie Diabetes Typ II und weiteren Erkrankungen führe. 
Eine vollwertige, fettarme, pflanzliche Kost aus naturbelassenen Pflanzen, wie Obst, Gemüse, Getreide und Hülsenfrüchten, könne nicht nur viele schwerwiegende Erkrankungen verhindern oder lindern, sondern sogar heilen.
Dabei sollten tierische Produkte, hierbei insbesondere auch Milchprodukte und industriell verarbeitete Lebensmittel wie Fertigprodukte, Weißmehl, raffinierter Zucker und Öle, weitestgehend gemieden werden.
Interviewt werden eine Reihe renommierter Ärzte und Wissenschaftler, wie z. B. T. Colin Campbell, der Autor des Sachbuches The China Study, sowie der Herzspezialist Caldwell Esselstyn. Daneben schildern Patienten, wie sie mit Hilfe einer Ernährungsumstellung Erkrankungen wie Diabetes Typ II, Brustkrebs und Herzerkrankungen lindern bzw. heilen konnten.
Der Regisseur, der sich bisher selbst nach eigener Aussage sehr ungesund ernährt hat, obwohl er sich gesund fühlt, hat sich zu Beginn des Filmes untersuchen lassen und nach einer 12-wöchigen Ernährungsumstellung ein weiteres Mal untersuchen lassen. Dabei haben sich Werte wie Cholesterin und Entzündungswerte innerhalb dieses kurzen Zeitraums drastisch verbessert.

## Kritiken
Die Chicago Sun-Times gab dem Film drei von vier Sternen und erklärt: „Dieser Film kann ihr Leben retten.“
Die Washington Post gab dem Film dagegen nur zwei von vier Sternen mit der Begründung, dass der Film zu trocken, humorlos und wenig charismatisch sei.